# Mistrzostwa Świata Juniorów w Lekkoatletyce 2016
16. IAAF Mistrzostwa Świata Juniorów w Lekkoatletyce (ang. 2016 IAAF World U20 Championships) – zawody lekkoatletyczne, które odbyły się w Bydgoszczy na stadionie im. Zdzisława Krzyszkowiaka pomiędzy 19 i 24 lipca 2016 roku. Decyzję o powierzeniu miastu organizacji zawodów podjęła 7 stycznia 2016 roku, w elektronicznym głosowaniu, Rada Międzynarodowego Stowarzyszenia Federacji Lekkoatletycznych.
Lekkoatletyczne mistrzostwa świata juniorów odbywały się w Polsce drugi raz w historii – poprzednio gospodarzem zawodów była w roku 2008 także Bydgoszcz. Pierwszy raz w historii jedno miasto dwukrotnie zostało gospodarzem imprezy tej rangi.
Impreza była szóstymi w historii Polski zawodami z kalendarza IAAF mającymi rangę globalnego czempionatu – wcześniej w 1987 odbyły się w Warszawie mistrzostwa świata w biegach przełajowych, Bydgoszcz organizowała w 1999 mistrzostwa świata juniorów młodszych, w 2008 mistrzostwa świata juniorów i w 2010 mistrzostwa świata w biegach przełajowych (stolica województwa kujawsko-pomorskiego zorganizowała także przełajowe mistrzostwa świata w 2013 roku), a w 2014 roku odbyły się w Sopocie halowe mistrzostwa świata.

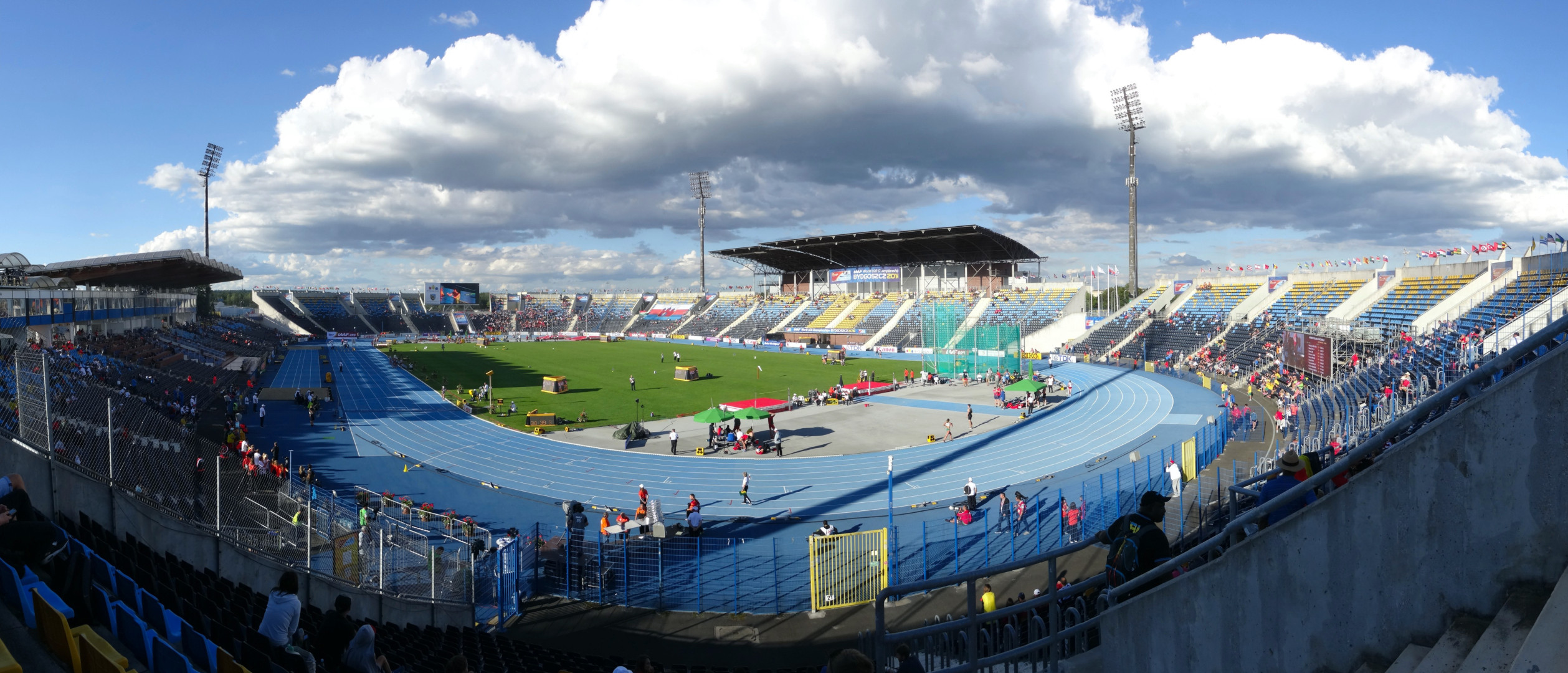
Mistrzostwa Świata na Stadionie im. Zdzisława Krzyszkowiaka w Bydgoszczy

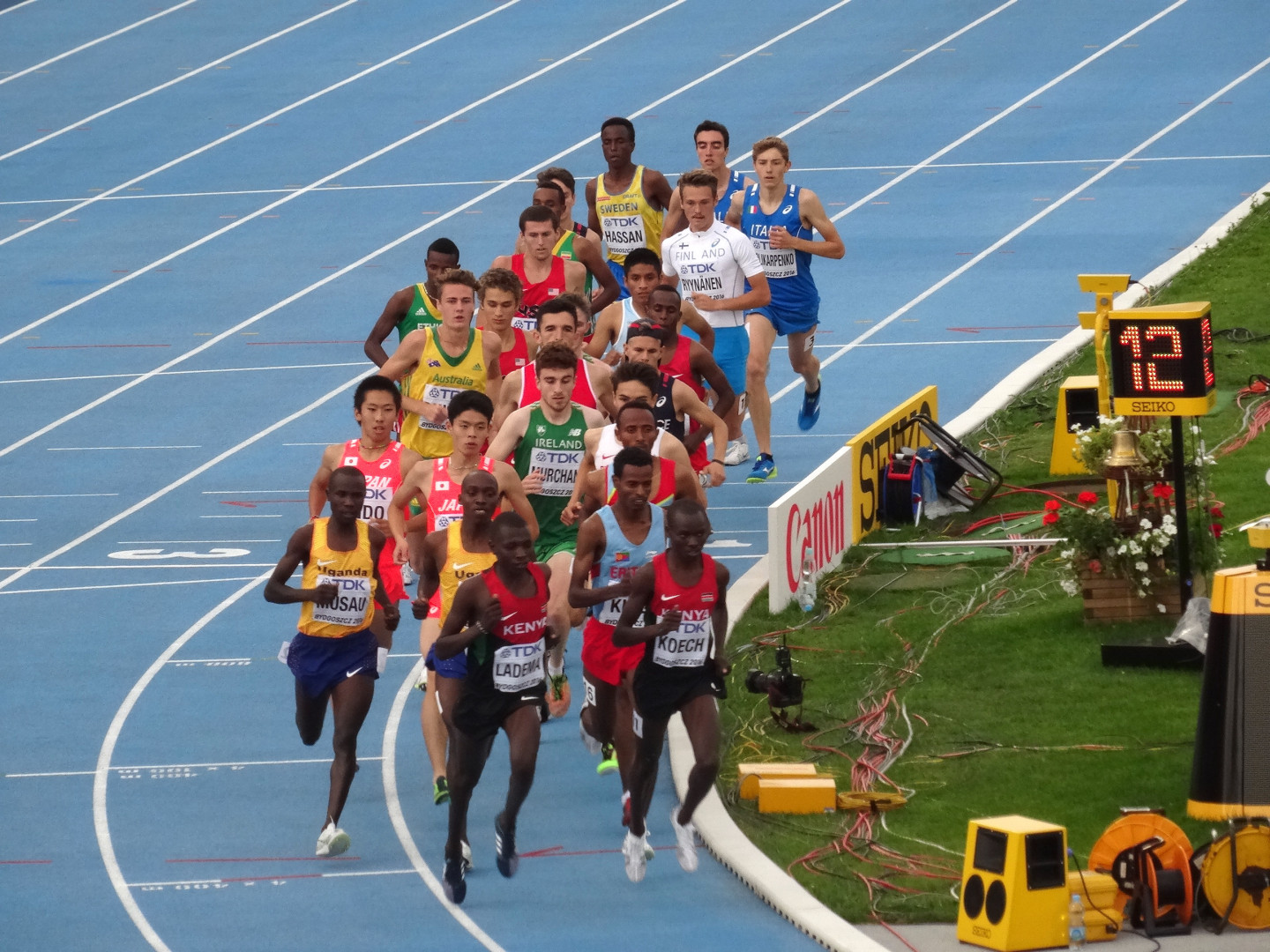
Finał biegu mężczyzn na 5000 m

## Wybór organizatora
Początkowo gospodarzem zawodów Rada IAAF wybrała, w kwietniu 2014 roku w Eugene, Kazań – był on jedynym kandydatem do organizacji mistrzostw. Jesienią 2015 roku, w związku ze skandalem dopingowym w Rosji, IAAF zawiesił w prawach członka Wszechrosyjską Federację Lekkiej Atletyki. Na mocy tej decyzji Rosja straciła m.in. prawo do organizacji mistrzostw świata juniorów. Na początku grudnia 2015 IAAF rozpoczął procedurę wyboru nowego gospodarza zawodów. Wstępną aplikację do władz światowej lekkoatletyki zgłosiły wówczas trzy krajowe związki lekkoatletyczne: Australia (wysunęła kandydaturę Perth), Polska (Bydgoszcz) oraz Indie (nie wskazały konkretnego miasta, później ustalono, że będzie to Nowe Delhi). 22 grudnia 2015 ogłoszono, że Perth nie będzie ubiegać się o organizację zawodów – decyzję argumentowano zbyt krótkim czasem na przygotowanie mistrzostw. 28 grudnia 2015 poinformowano, że ostatecznie wszystkich formalności związanych z procesem składania aplikacji dopełniła tylko strona polska, a Bydgoszcz pozostała jedynym kandydatem.
Po elektronicznym głosowaniu, 7 stycznia 2016, Bydgoszcz została wybrana na gospodarza 16. IAAF Mistrzostw Świata Juniorów, zastępując w roli organizatora tych zawodów Kazań. W tym samym głosowaniu wybrano Rzym (w zastępstwie rosyjskiego miasta Czeboksary) na organizatora drużynowych mistrzostw świata w chodzie sportowym.

## Przygotowania
Na początku lutego Bydgoszcz pierwszy raz odwiedziła delegacja IAAF. Podczas wizyty zaprezentowano, na specjalnej konferencji prasowej, logo mistrzostw, które w symbolicznych znakach odnosi się do Wisły i Brdy (rzek przepływających przez Bydgoszcz) oraz charakterystycznych budynków spichlerzy w centrum miasta. W czasie wizytacji ustalono także, że wyremontowany zostanie stadion rozgrzewkowy oraz wymieniona zostanie tablica świetlna na stadionie im. Krzyszkowiaka. Kolejna inspekcja przedstawicieli IAAF miała miejsce w drugiej połowie lutego – podczas niej w Bydgoszczy pojawiły się osoby odpowiedzialne za media oraz kwestie techniczne.

## Rezultaty
| WJR – rekord świata juniorów \| AJR – rekord kontynentu w kategorii juniorów \| CR – rekord mistrzostw świata \| NJR – rekord kraju w kategorii juniorów \| NR – rekord kraju |
| SB – najlepszy wynik w sezonie \| WJL – najlepszy wynik na listach światowych juniorów w 2016 roku \| PB – rekord życiowy                                                     |

### Mężczyźni
| Konkurencja:                       | 1. miejsce                                                                               | Rezultat      | 2. miejsce                                                                   | Rezultat      | 3. miejsce                                                                            | Rezultat      |
| Bieg na 100 m                      | Noah Lyles                                                                               | 10,17         | Filippo Tortu                                                                | 10,24         | Mario Burke                                                                           | 10,26         |
| Bieg na 200 m                      | Michael Norman                                                                           | 20,17 CR      | Tlotliso Leotlela                                                            | 20,59         | Nigel Ellis                                                                           | 20,63         |
| Bieg na 400 m                      | Abd al-Ilah Harun                                                                        | 44,81 =SB     | Wilbert London                                                               | 45,27 PB      | Karabo Sibanda                                                                        | 45,45         |
| Bieg na 800 m                      | Kipyegon Bett                                                                            | 1:44,95 SB    | Willy Kiplimo Tarbei                                                         | 1:45,50       | Mostafa Smaili                                                                        | 1:46,02       |
| Bieg na 1500 m                     | Kumari Taki                                                                              | 3:48,63       | Taresa Tolosa                                                                | 3:48,77       | Anthony Kiptoo                                                                        | 3:49,00       |
| Bieg na 5000 m                     | Selemon Barega                                                                           | 13:21,21 PB   | Djamal A. Direh                                                              | 13:21,50 NJR  | Wesley Ledama                                                                         | 13:23,34 PB   |
| Bieg na 10 000 m                   | Rodgers Kwemoi                                                                           | 27:25,23 CR   | Aron Kifle                                                                   | 27:26,20 NJR  | Jacob Kiplimo                                                                         | 27:26,68 PB   |
| Bieg na 3000 m z przeszkodami      | Amos Kirui                                                                               | 8:20,43 WJL   | Yemane Haileselassie                                                         | 8:22,67       | Getnet Wale                                                                           | 8:22,83 PB    |
| Bieg na 110 m przez płotki (99 cm) | Marcus Krah                                                                              | 13,25 PB      | Amere Lattin                                                                 | 13,30 PB      | Takumu Furuya                                                                         | 13,31 AJR     |
| Bieg na 400 m przez płotki         | Jaheel Hyde                                                                              | 49,03         | Taylor McLaughlin                                                            | 49,45 PB      | Kyron McMaster                                                                        | 49,56 NJR     |
| Sztafeta 4 × 100 m                 | Stany Zjednoczone · Michael Norman · Hakim Montgomery · Brandon Taylor · Noah Lyles      | 38,93 WJL     | Japonia · Ippei Takeda · Jun Yamashita · Wataru Inuzuka · Kenta Oshima       | 39,01 AJR     | Niemcy · Roger Gurski · Thomas Barthel · Niels Torben Giese · Manuel Eitel            | 39,13 NJR     |
| Sztafeta 4 × 400 m                 | Stany Zjednoczone · Champion Allison · Ari Cogdell · Kahmari Montgomery · Wilbert London | 3:02,39 WJL   | Botswana · Omphemetse Poo · Baboloki Thebe · Karabo Sibanda · Xholani Talane | 3:02,81 AJR   | Jamajka · Anthony Carpenter · Sean Bailey · Terry Ricardo Thomas · Christopher Taylor | 3:04,83 SB    |
| Chód na 10 000 m                   | Callum Wilkinson                                                                         | 40:41,62 WJL  | Jhonatan Amores                                                              | 40:43,33 PB   | Salih Korkmaz                                                                         | 40:45,53 NJR  |
| Skok wzwyż                         | Luis Enrique Zayas                                                                       | 2,27 WJL      | Darius Carbin                                                                | 2,25 PB       | Mohamat Allamine Hamdi                                                                | 2,23 PB       |
| Skok o tyczce                      | Deakin Volz                                                                              | 5,65 PB       | Kurtis Marschall                                                             | 5,55          | Armand Duplantis                                                                      | 5,45          |
| Skok w dal                         | Maykel Massó                                                                             | 8,00          | Miltiadis Tendoglu                                                           | 7,91          | Darcy Roper                                                                           | 7,88 SB       |
| Trójskok                           | Lázaro Martínez                                                                          | 17,06 WJL     | Cristian Nápoles                                                             | 16,62         | Melvin Raffin                                                                         | 16,37         |
| Pchnięcie kulą (6 kg)              | Konrad Bukowiecki                                                                        | DQ            | Andrei Toader                                                                | DQ            | Bronson Osborn                                                                        | 21,27 PB      |
| Rzut dyskiem (1,75 kg)             | Mohamed Ibrahim Moaaz                                                                    | 63,63 NJR     | Oskar Stachnik                                                               | 62,83 PB      | Hleb Żuk                                                                              | 61,70 PB      |
| Rzut młotem (6 kg)                 | Bence Halász                                                                             | 80,93         | Hlib Piskunow                                                                | 79,58 PB      | Aleksi Jaakkola                                                                       | 77,88         |
| Rzut oszczepem                     | Neeraj Chopra                                                                            | 86,48 WJR     | Johannes Grobler                                                             | 80,59 PB      | Anderson Peters                                                                       | 79,65 NJR     |
| Dziesięciobój (jun.)               | Niklas Kaul                                                                              | 8162 pkt. WJR | Maksim Andraloits                                                            | 8046 pkt. NJR | Johannes Erm                                                                          | 7879 pkt. NJR |

### Kobiety
| Konkurencja:                  | 1. miejsce                                                                            | Rezultat     | 2. miejsce                                                                          | Rezultat     | 3. miejsce                                                                      | Rezultat     |
| Bieg na 100 m                 | Candace Hill                                                                          | 11,07 CR     | Ewa Swoboda                                                                         | 11,12 NJR    | Khalifa St. Fort                                                                | 11,18        |
| Bieg na 200 m                 | Edidiong Ofonime Odiong                                                               | 22,84 NJR    | Evelyn Rivera                                                                       | 23,21 PB     | Estelle Raffai                                                                  | 23,48        |
| Bieg na 400 m                 | Tiffany James                                                                         | 51,32 WJL    | Lynna Irby                                                                          | 51,39 PB     | Junelle Bromfield                                                               | 52,05        |
| Bieg na 800 m                 | Samantha Watson                                                                       | 2:04,52      | Aaliyah Miller                                                                      | 2:05,06      | Tigist Ketema                                                                   | 2:05,13      |
| Bieg na 1500 m                | Adanech Anbesa                                                                        | 4:08,07      | Fantu Worku                                                                         | 4:08,43      | Christina Aragon                                                                | 4:08,71 PB   |
| Bieg na 3000 m                | Beyenu Degefa                                                                         | 8:41,76 CR   | Dalila Abdulkadir Gosa                                                              | 8:46,42      | Konstanze Klosterhalfen                                                         | 8:46,74      |
| Bieg na 5000 m                | Kalkidan Fentie                                                                       | 15:29,64 PB  | Emmaculate Chepkirui                                                                | 15:31,12 PB  | Bontu Rebitu                                                                    | 15:31,93     |
| Bieg na 3000 m z przeszkodami | Celliphine Chespol                                                                    | 9:25,15 CR   | Tigist Getnet                                                                       | 9:34,08      | Agrie Belachew                                                                  | 9:37,17 PB   |
| Bieg na 100 m przez płotki    | Elwira Hierman                                                                        | 12,85 CR     | Rushelle Burton                                                                     | 12,87 NJR    | Tia Jones                                                                       | 12,89        |
| Bieg na 400 m przez płotki    | Anna Cockrell                                                                         | 55,20 PB     | Shannon Kalawan                                                                     | 56,54        | Xahria Santiago                                                                 | 56,90 SB     |
| Sztafeta 4 × 100 m            | Stany Zjednoczone · Tia Jones · Taylor Bennett · Kaylor Harris · Candace Hill         | 43,69 WJL    | Francja · Tamara Murcia · Cynthia Leduc · Fanny Peltier · Estelle Raffai            | 44,05        | Niemcy · Katrin Fehm · Keshia Beverly Kwadwo · Eleni Frommann · Chantal Butzek  | 44,18 SB     |
| Sztafeta 4 × 400 m            | Stany Zjednoczone · Lynna Irby · Anna Cockrell · Karrington Winters · Samantha Watson | 3:29,11 WJL  | Jamajka · Shannon Kalawan · Tiffany James · Stacey-Ann Williams · Junelle Bromfield | 3:31,01 SB   | Kanada · Xahria Santiago · Ashlan Best · Natassha McDonald · Victoria Tachinski | 3:32,25 NJR  |
| Chód na 10 000 m              | Ma Zhenxia                                                                            | 45:18,46 WJR | Noemi Stella                                                                        | 45:23,85 SB  | Yehualeye Beletew                                                               | 45:33,69 AJR |
| Skok w dal                    | Yanis David                                                                           | 6,42         | Sophie Weissenberg                                                                  | 6,40         | Hilary Kpatcha                                                                  | 6,33         |
| Trójskok                      | Chen Ting                                                                             | 13,85 PB     | Konstadína Roméou                                                                   | 13,55 PB     | Georgiana-Iuliana Anitei                                                        | 13,49 SB     |
| Skok wzwyż                    | Michaela Hrubá                                                                        | 1,91         | Ximena Lizbeth Esquivel                                                             | 1,89         | Julija Łewczenko                                                                | 1,86         |
| Skok o tyczce                 | Angelica Moser                                                                        | 4,55 CR      | Robeilys Peinado                                                                    | 4,40         | Wilma Murto                                                                     | 4,40         |
| Pchnięcie kulą                | Alina Kenzel                                                                          | 17,58 WJL    | Song Jiayuan                                                                        | 16,36 PB     | Alyssa Wilson                                                                   | 16,33        |
| Rzut dyskiem                  | Kristina Rakočević                                                                    | 56,36        | Kirsty Williams                                                                     | 53,91 PB     | Alexandra Emilianov                                                             | 53,01        |
| Rzut młotem                   | Beatrice Nedberge Llano                                                               | 64,33        | Alexandra Hulley                                                                    | 63,47        | Suvi Koskinen                                                                   | 62,49        |
| Rzut oszczepem                | Klaudia Maruszewska                                                                   | 57,59 SB     | Jo-Ane van Dyk                                                                      | 57,32 SB     | Eda Tuğsuz                                                                      | 56,71        |
| Siedmiobój                    | Sarah Lagger                                                                          | 5960 pkt.    | Adriana Rodríguez                                                                   | 5925 pkt. PB | Hanne Maudens                                                                   | 5881 pkt. PB |

## Klasyfikacja medalowa

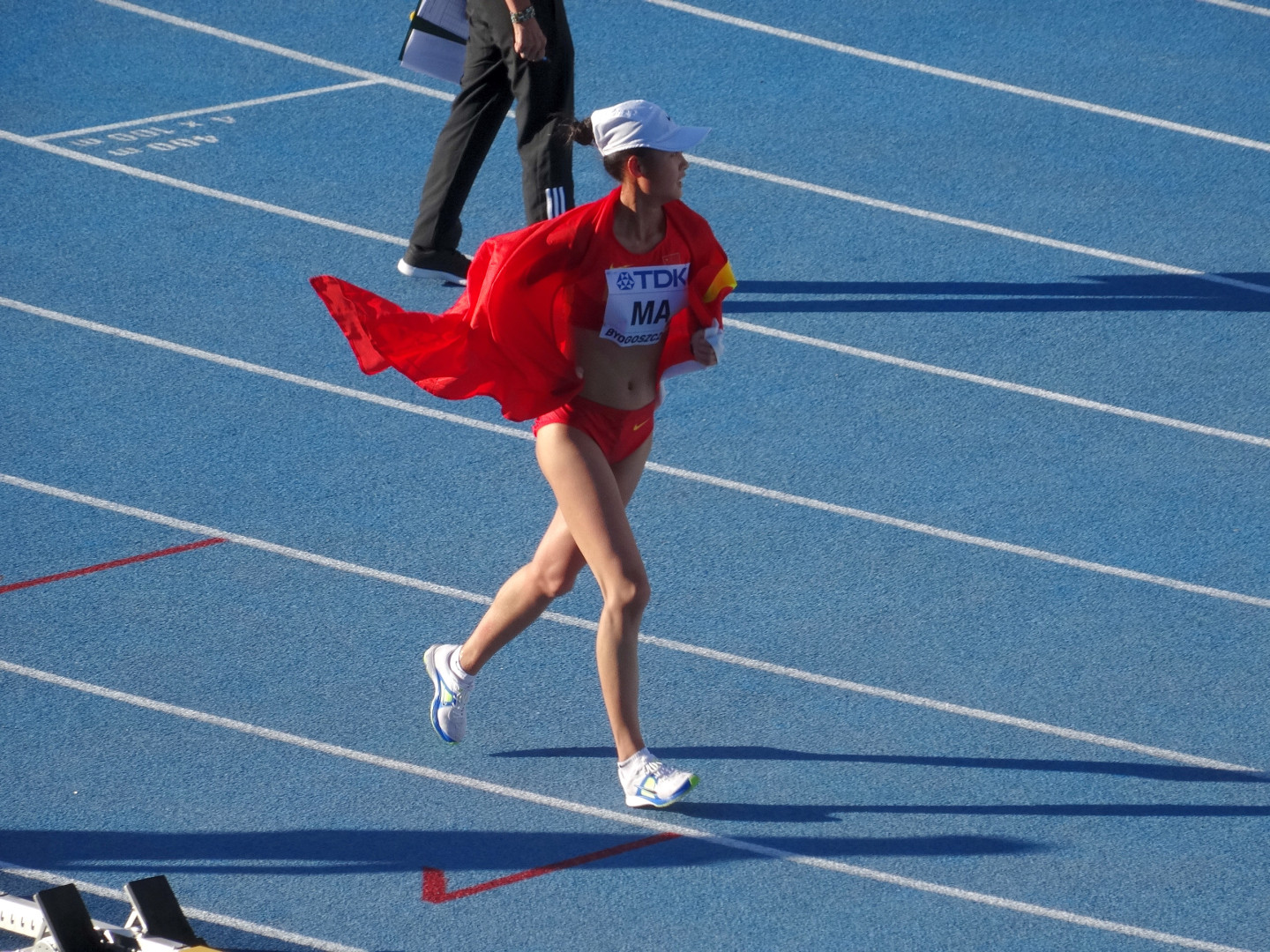
Ma Zhenxia z Chin, rekordzistka świata juniorów w chodzie na 10 000 m

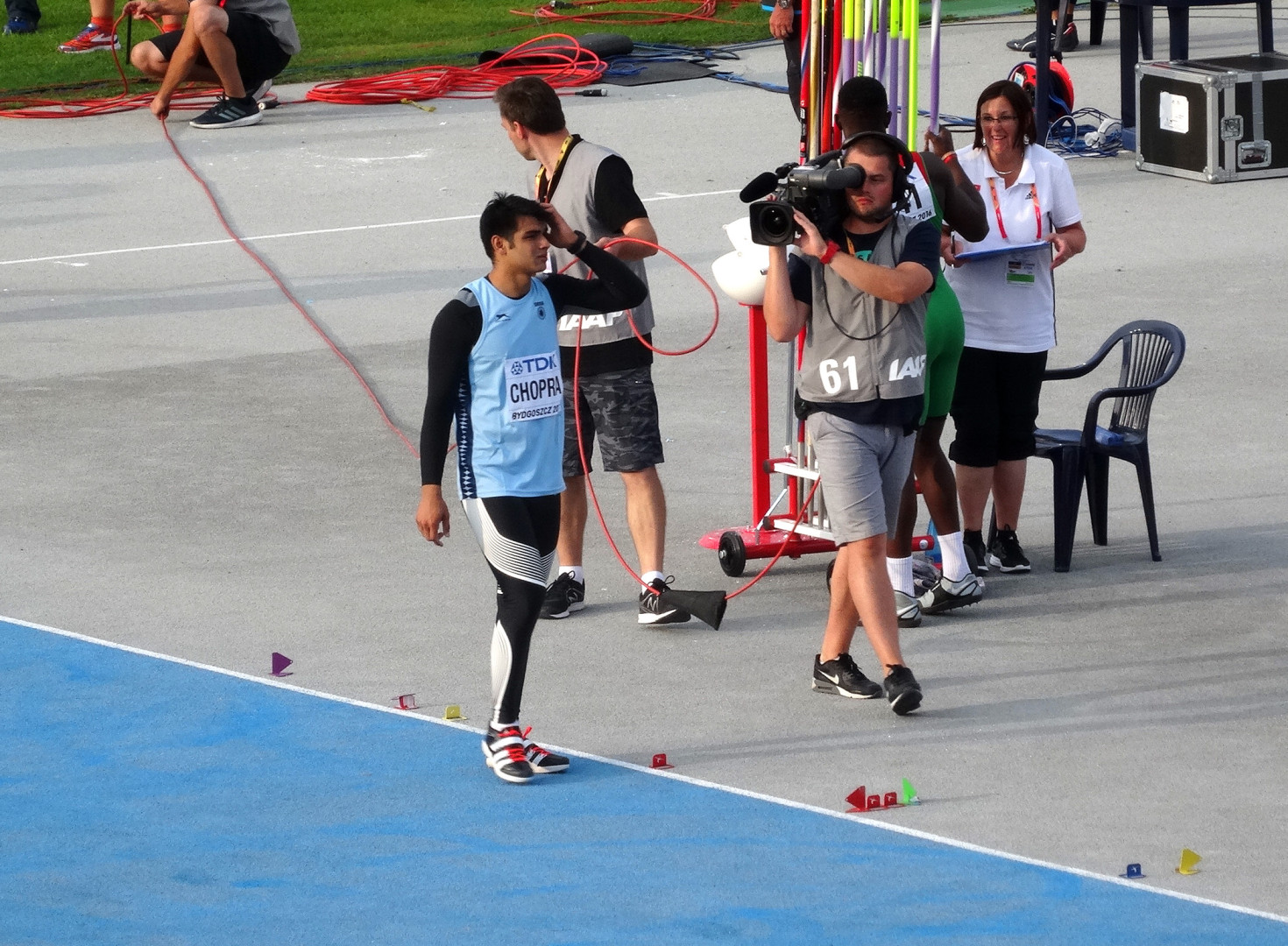
Neeraj Chopra z Indii, rekordzista świata juniorów w rzucie oszczepem

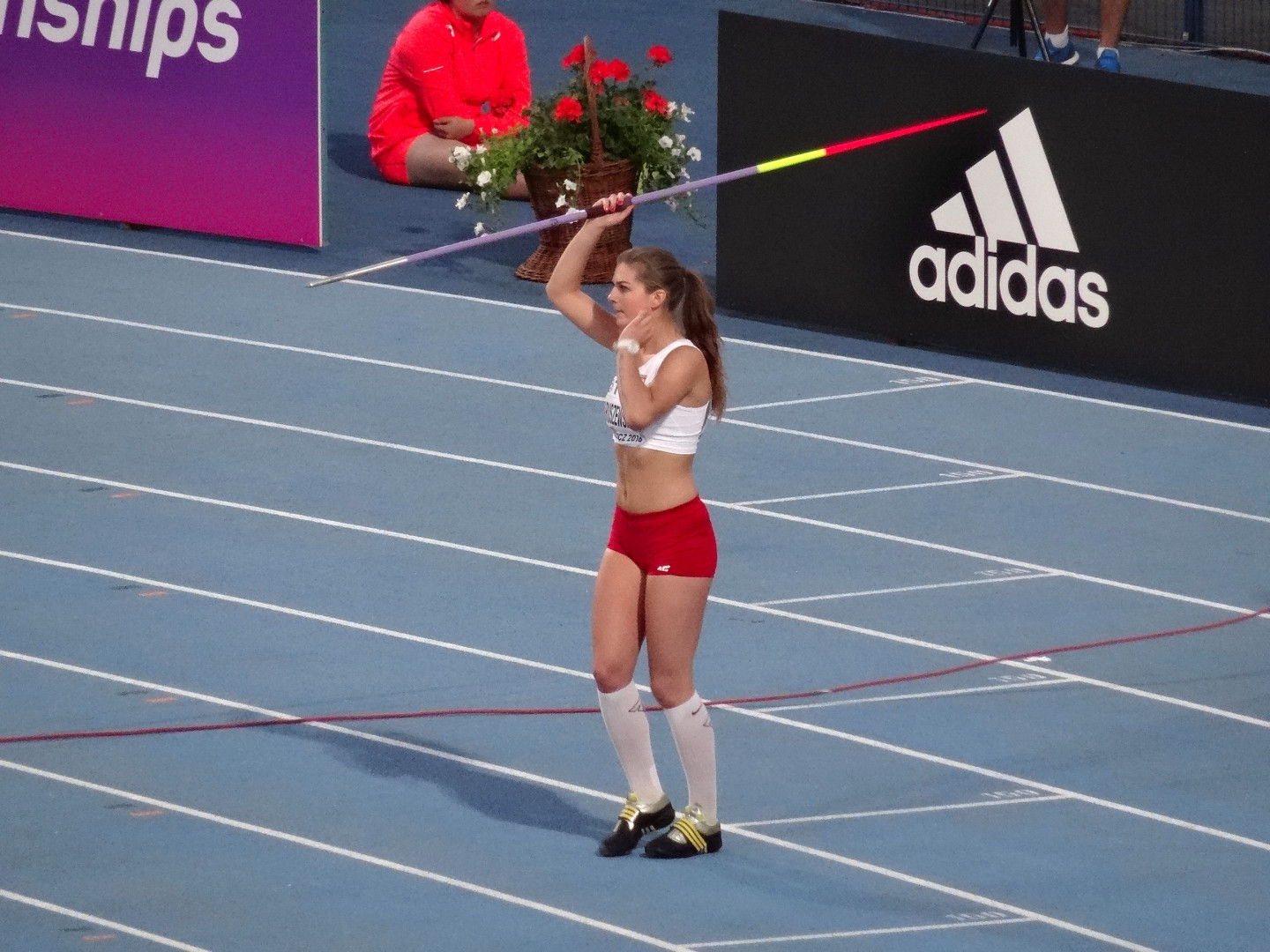
Klaudia Maruszewska, zwyciężczyni konkursu rzutu oszczepem

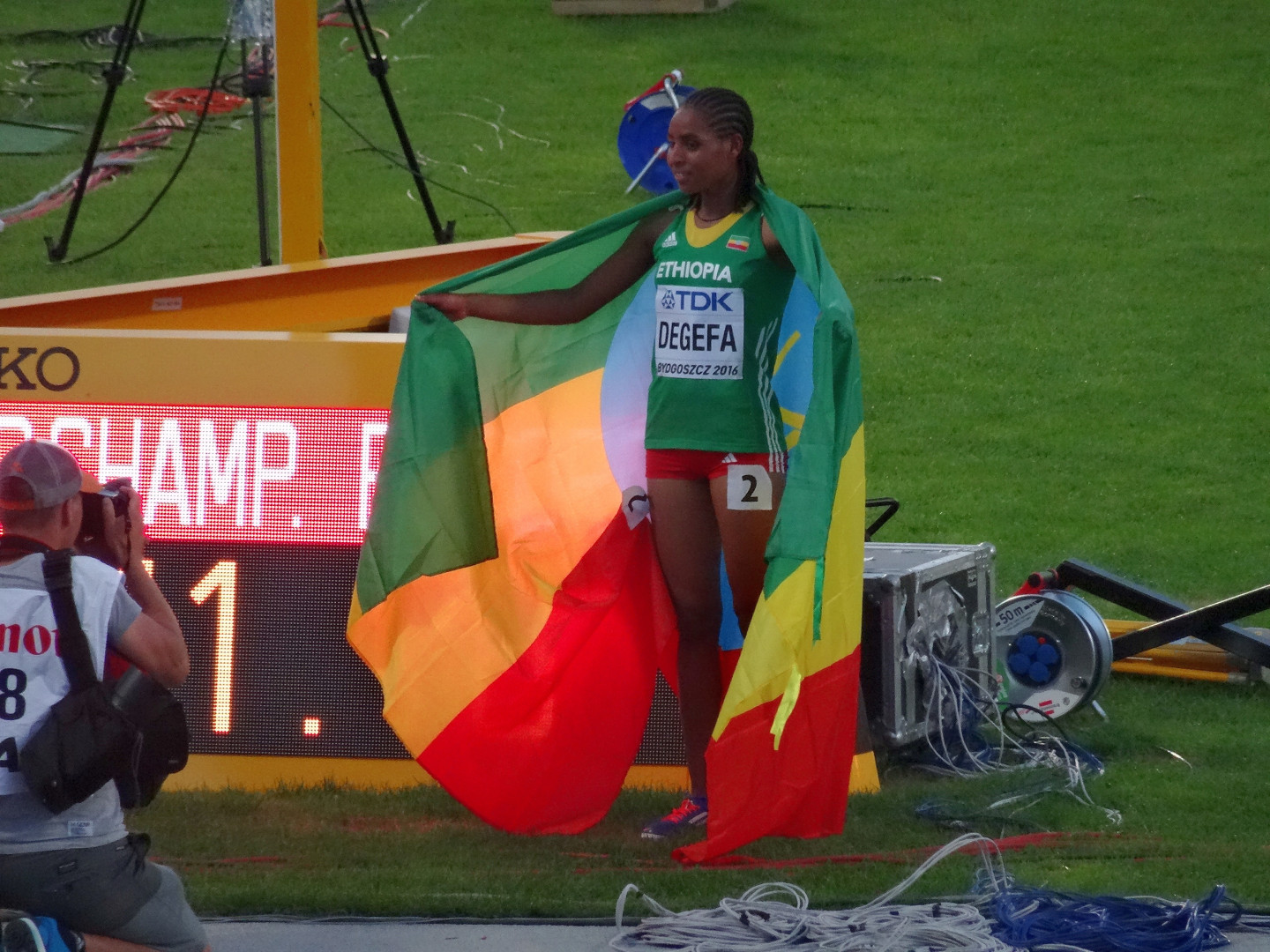
Beyenu Degefa, zwyciężczyni biegu kobiet na 3000 m

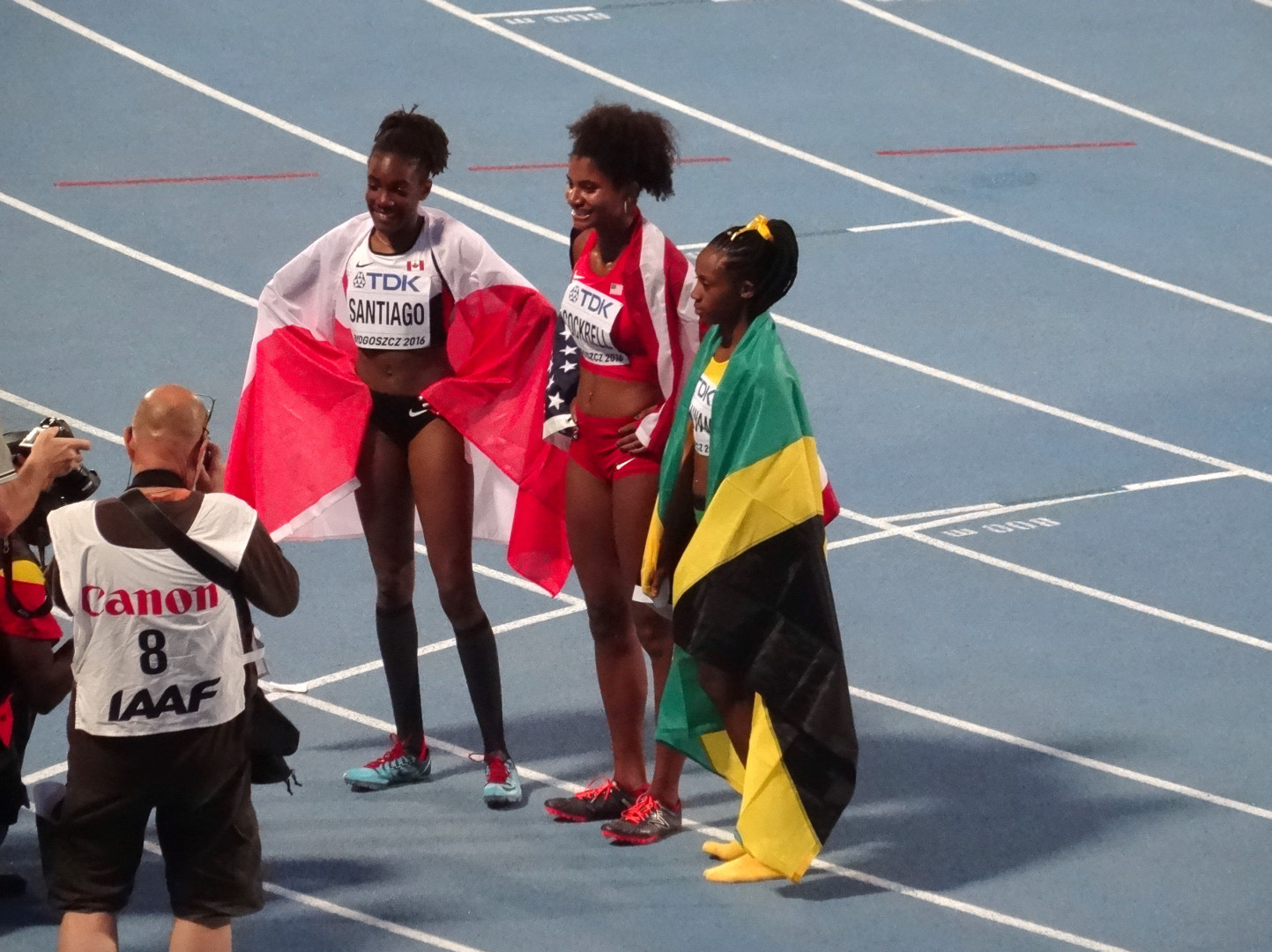
Medalistki biegu na 400 m przez płotki

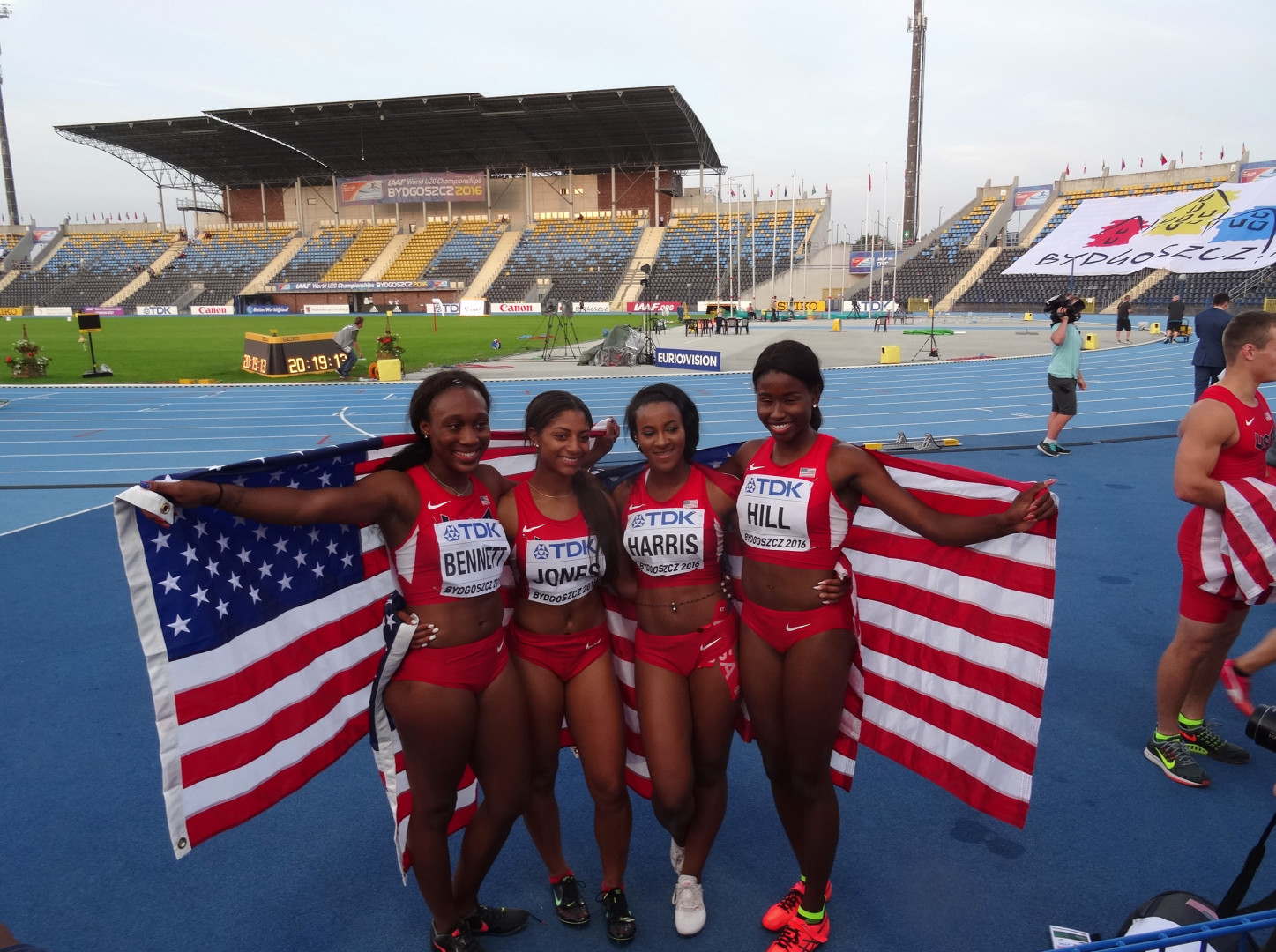
Złota żeńska sztafeta 4x100 m z USA

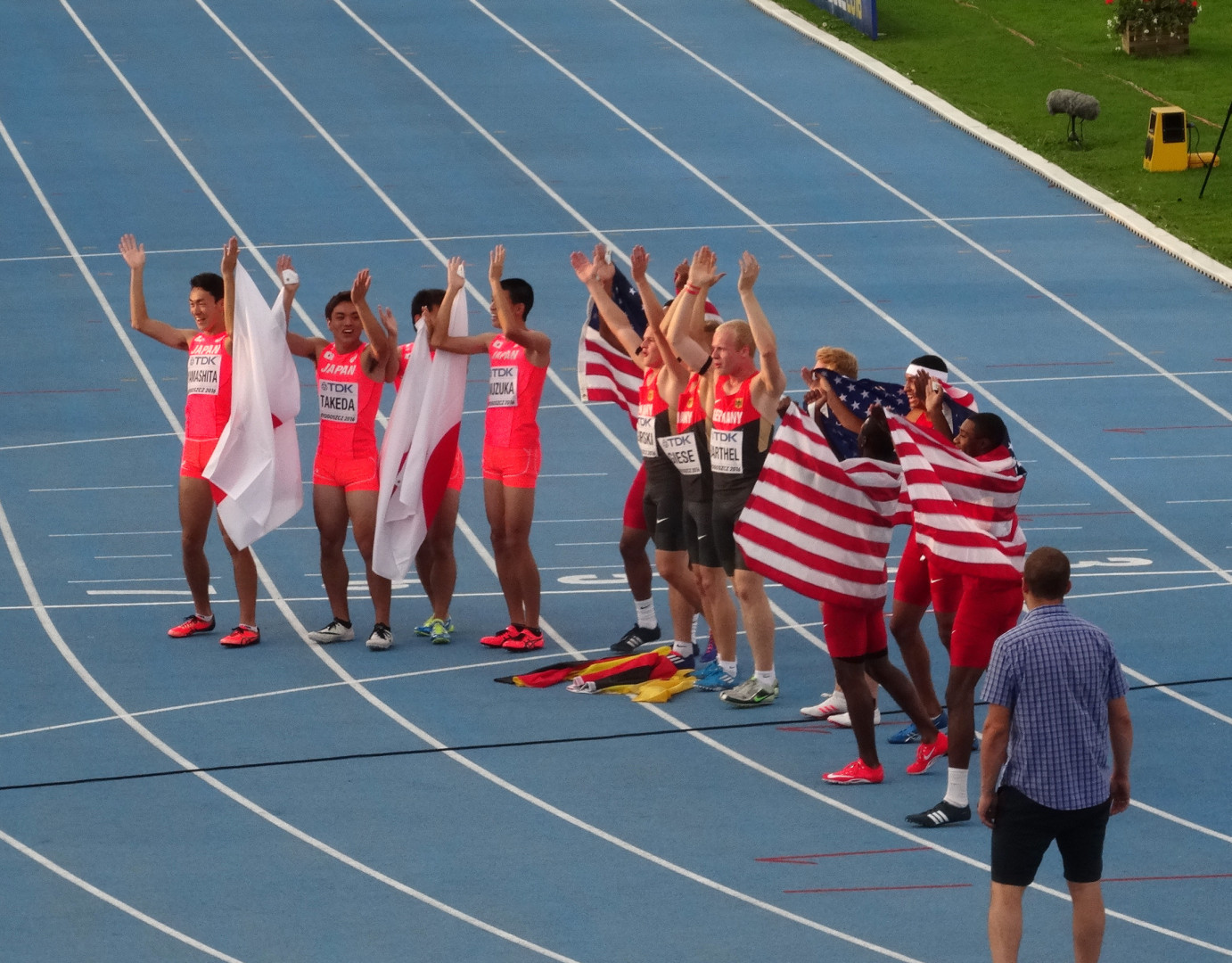
Medaliści męskiej sztafety 4x100 m

| Miejsce | Kraj                       | Złoto | Srebro | Brąz | Razem |
| 1.      | Stany Zjednoczone          | 11    | 6      | 4    | 21    |
| 2.      | Kenia                      | 5     | 2      | 2    | 9     |
| 3.      | Etiopia                    | 4     | 2      | 4    | 10    |
| 4.      | Kuba                       | 3     | 2      | 0    | 5     |
| 5.      | Jamajka                    | 2     | 3      | 3    | 8     |
| 6.      | Polska                     | 2     | 2      | 0    | 4     |
| 7.      | Niemcy                     | 2     | 1      | 3    | 6     |
| 8.      | ChRL                       | 2     | 1      | 0    | 3     |
| 9.      | Katar                      | 2     | 0      | 1    | 3     |
| 10.     | Bahrajn                    | 1     | 2      | 1    | 4     |
| 11.     | Francja                    | 1     | 1      | 3    | 5     |
| 12.     | Białoruś                   | 1     | 1      | 1    | 3     |
| 13.     | Austria                    | 1     | 0      | 0    | 1     |
| 13.     | Czechy                     | 1     | 0      | 0    | 1     |
| 13.     | Wielka Brytania            | 1     | 0      | 0    | 1     |
| 13.     | Węgry                      | 1     | 0      | 0    | 1     |
| 13.     | Indie                      | 1     | 0      | 0    | 1     |
| 13.     | Czarnogóra                 | 1     | 0      | 0    | 1     |
| 13.     | Norwegia                   | 1     | 0      | 0    | 1     |
| 13.     | Szwajcaria                 | 1     | 0      | 0    | 1     |
| 21.     | Australia                  | 0     | 3      | 1    | 4     |
| 22.     | Południowa Afryka          | 0     | 3      | 0    | 3     |
| 23.     | Erytrea                    | 0     | 2      | 0    | 2     |
| 23.     | Grecja                     | 0     | 2      | 0    | 2     |
| 23.     | Włochy                     | 0     | 2      | 0    | 2     |
| 26.     | Botswana                   | 0     | 1      | 1    | 2     |
| 26.     | Japonia                    | 0     | 1      | 1    | 2     |
| 26.     | Rumunia                    | 0     | 1      | 1    | 2     |
| 26.     | Ukraina                    | 0     | 1      | 1    | 2     |
| 30.     | Kolumbia                   | 0     | 1      | 0    | 1     |
| 30.     | Dżibuti                    | 0     | 1      | 0    | 1     |
| 30.     | Ekwador                    | 0     | 1      | 0    | 1     |
| 30.     | Meksyk                     | 0     | 1      | 0    | 1     |
| 30.     | Wenezuela                  | 0     | 1      | 0    | 1     |
| 35.     | Finlandia                  | 0     | 0      | 3    | 3     |
| 36.     | Kanada                     | 0     | 0      | 2    | 2     |
| 36.     | Turcja                     | 0     | 0      | 2    | 2     |
| 38.     | Barbados                   | 0     | 0      | 1    | 1     |
| 38.     | Belgia                     | 0     | 0      | 1    | 1     |
| 38.     | Estonia                    | 0     | 0      | 1    | 1     |
| 38.     | Grenada                    | 0     | 0      | 1    | 1     |
| 38.     | Brytyjskie Wyspy Dziewicze | 0     | 0      | 1    | 1     |
| 38.     | Maroko                     | 0     | 0      | 1    | 1     |
| 38.     | Mołdawia                   | 0     | 0      | 1    | 1     |
| 38.     | Szwecja                    | 0     | 0      | 1    | 1     |
| 38.     | Trynidad i Tobago          | 0     | 0      | 1    | 1     |
| 38.     | Uganda                     | 0     | 0      | 1    | 1     |

## Rekordy świata juniorów
- Konrad Bukowiecki – pobił rekord świata juniorów w pchnięciu kulą – 23,34 m[23]
- Neeraj Chopra – pobił WJR w rzucie oszczepem – 86,48 m
- Niklas Kaul pobił WJR w dziesięcioboju – 8162 pkt.
- Ma Zhenxia pobiła WJR w chodzie na 10 000 m wynikiem 45:18,46.